# Розовогрудый райский зимородок
Розовогру́дый ра́йский зиморо́док (лат. Tanysiptera nympha) — вид зимородков, обитающий в Новой Гвинее.

## Описание
Розовогрудый райский зимородок достигает длины 23 см. У него красный клюв, синий лоб, красноватое тело и чёрно-синие крылья. Его длинные хвостовые перья — характерные для райских зимородков — синеватые.

## Местообитание
Жизненное пространство розовогрудого райского зимородка — это глубоко расположенные лесные территории на крайнем западе и на северо-востоке Новой Гвинеи. Его питание состоит преимущественно из насекомых, которых он ловит на земле.